# 周星夫
周星夫（1918年—2010年12月14日），男，山东新泰人，中华人民共和国政治人物，曾任山东省政协副主席，第五、六届全国政协委员。